# Yvré-l'Évêque
Yvré-l'Évêque és un municipi francès, situat al departament de Sarthe i a la regió del País del Loira.